# Fannia davidianicornis
Fannia davidianicornis är en tvåvingeart som beskrevs av Wang 2006. Fannia davidianicornis ingår i släktet Fannia och familjen takdansflugor. Inga underarter finns listade i Catalogue of Life.